# John Peter Russell
John Peter Russell, (Sydney, 16 de junho de 1858 — Sydney, 22 de abril de 1930) foi um pintor impressionista australiano.

## Vida e obra
John Peter Russell nasceu a 16 de junho de 1858 em Darlinghurst, subúrbio de Sydney. O mais velho dos quatro filhos de John Russell, um engenheiro escocês, e de Charlotte Elizabeth, natural de Londres, John Russell foi um eminente pintor impressionista australiano. Após a morte do seu pai, Russell matriculou-se em Slade School of Fine Art, University College, de Londres, a 5 de fevereiro de 1881, estudando por três anos com o pintor e desenhista francês Alphonse Legros (1837-1911). Mais tarde Russell, imigrou para Paris estudando pintura, onde foi aluno de Fernand Cormon. Lá, conheceu os seus colegas Henri de Toulouse-Lautrec e Émile Bernard. Casou-se com Mariana Antoinetta Matiocco, estabelecendo-se em Belle-Isle, na costa de Bretanha, fixando-se numa colónia de artistas. Ele tivera 11 filhos com Mariana Matiocco, dos quais apenas seis sobreviveram.
Russell conheceu Vincent van Gogh em Paris, formando uma excelente amizade com ele. Trabalhou inúmeras vezes com Claude Monet em Belle-Isle, o que impulsionou a uma significante influência no seu estilo. Monet, contudo afirmou preferir algumas das paisagens marinhas de Russell às dele. Russell não chegou a desenvolveu famosos auto-retratos, como a maior parte dos pintores de renome internacional.

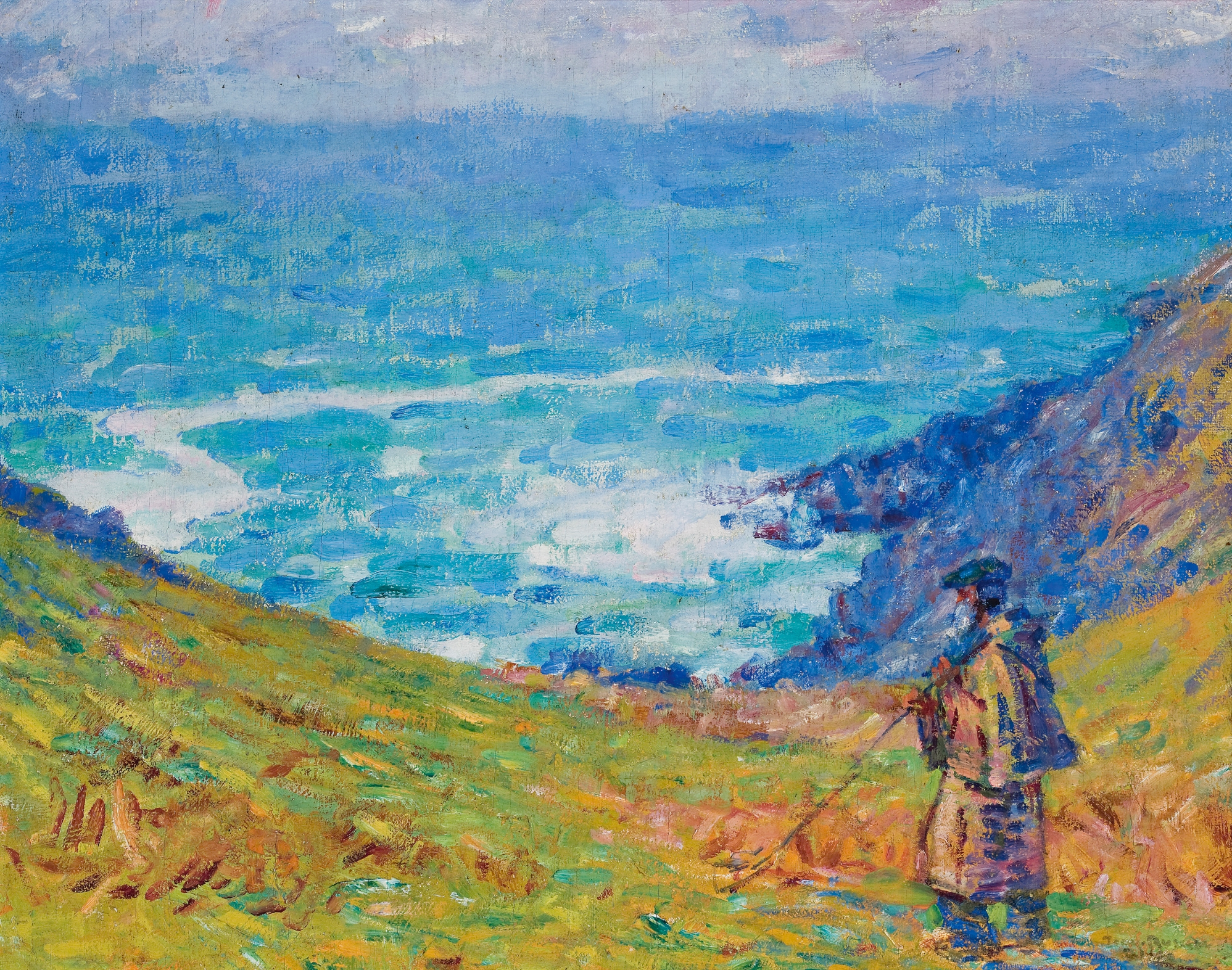
"Pecheur sur falaise" (Pescadores na falésia), 1900.

Em 1897 e 1898 Henri Matisse havia visitado Belle-Isle. Russell apresentou-o ao impressionismo assim como ao trabalho de Van Gogh (o qual era relativamente desconhecido na época). Foi então que Matisse modificou radicalmente o seu estilo, proferindo mais tarde, que Russell foi outrora seu professor, tendo explicado sobre a teoria das cores a Matisse.
Madame Jeanne Jouve, filha de Roussell, conhecida enquanto cantora em Paris, afirmou que o seu pai havia organizado uma coleção de obras impressionistas de Van Gogh, Gauguin, Émile Bernard, Guillaumin, as quais ele tencionou oferecer à Austrália, contudo nenhuma delas se tornou conhecida após a sua morte. Em 1907, a sua esposa Mariana Matiocco, faleceu em Paris. De luto, Russell enterrou o corpo da sua amada Matiocco perto da sua casa. Angustiado pela morte, o pintor destruiu cerca de 400 dos seus óleos e aquarelas. Auguste Rodin, ficou destroçado com a tremenda devastação "daquelas maravilhosas" obras. Numa das suas cartas dirigidas a Russell, Rodin pronunciou: "As suas obras vão viver, estou certo disso. Um dia você será considerado ao mesmo nível que os nossos amigos Claude Monet, Renoir e Van Gogh". Pouco tempo depois, John Peter Russell regressou a Sydney, onde mais tarde sofreu um ataque cardíaco, morrendo a 22 de abril de 1930.
Thea Proctor (1879-1966), primo de Russell, proeminente artista em Sydney, tentou com enorme esforço promover nos seus últimos anos de vida, as admiráveis obras de Roussell.